# Antonio Arteaga
Antonio Arteaga y Castro fue un sacerdote y político peruano que antes de la época de la independencia fue párroco de Mórrope.
En representación de la provincia de Lambayeque, fue uno de los sesenta y cinco diputados electos en 1825 por la Corte Suprema y convocados para aprobar la Constitución Vitalicia del dictador Simón Bolívar. Sin embargo, a pesar de que dicho congreso estuvo convocado, el mismo decidió no asumir ningún tipo de atribuciones y no llegó a entrar en funciones. Viajó junto con el presidente provisorio Luis José de Orbegoso a Guayaquil para comunicar al mariscal José de la Mar la elección del primero como Presidente de la República.
Fue miembro del Congreso General Constituyente de 1827 por el departamento de La Libertad. Dicho congreso constituyente fue el que elaboró la segunda constitución política del país.